# 德米特里·亚佐夫

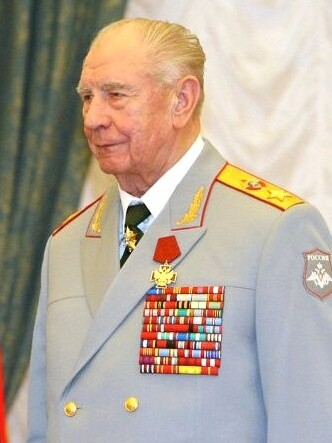
亚佐夫元帥，攝於2009年

德米特里·季莫费耶维奇·亚佐夫（俄语：Дмитрий Тимофеевич Язов，羅馬化：Dmitry Timofeyevich Yazov，1924年11月8日—2020年2月25日），蘇聯軍事家、政治家。他是苏联解体前最后一位被晉升為苏联元帅的蘇聯軍事人員。他也是唯一一個生於西伯利亞的蘇聯元帥。1991年，亚佐夫作为国家紧急状态委员会一员，参与了八一九政变，并在政变中担任了国防部长，政变失败后亚佐夫同其他紧急状态委员会成员一同遭到逮捕，后在1994年俄罗斯国家杜马的大赦中获释。2019年3月27日，立陶宛法院在亚佐夫缺席下判決他於1991年在立陶宛犯下戰爭罪和反人類罪罪名成立，判處10年有期徒刑。俄羅斯宣稱立陶宛的審判是出於政治動機和不合法。2020年2月25日，亚佐夫去世，享壽95岁。

## 生平

### 早年生活
1924年，亚佐夫生于鄂木斯克州的卡拉钦斯基的一个农民家庭。

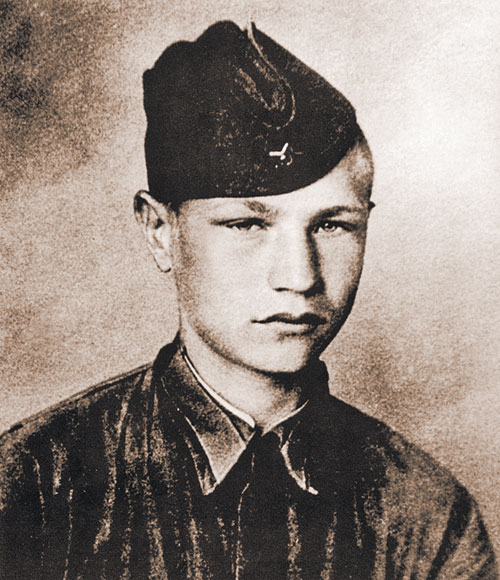
亚佐夫，摄于1941年

### 第二次世界大战
1941年11月，时年17岁的亚佐夫并没有来得及完成高中学业便进入苏联红军服役，为了符合年龄要求，在入伍时他谎称自己生于1923年，已经18岁。入伍后，亚佐夫进入莫斯科高等军事指挥学校学习，并于1942年毕业。 但是他在1953年才获得毕业证书，那时他已经晋升至少校军衔。

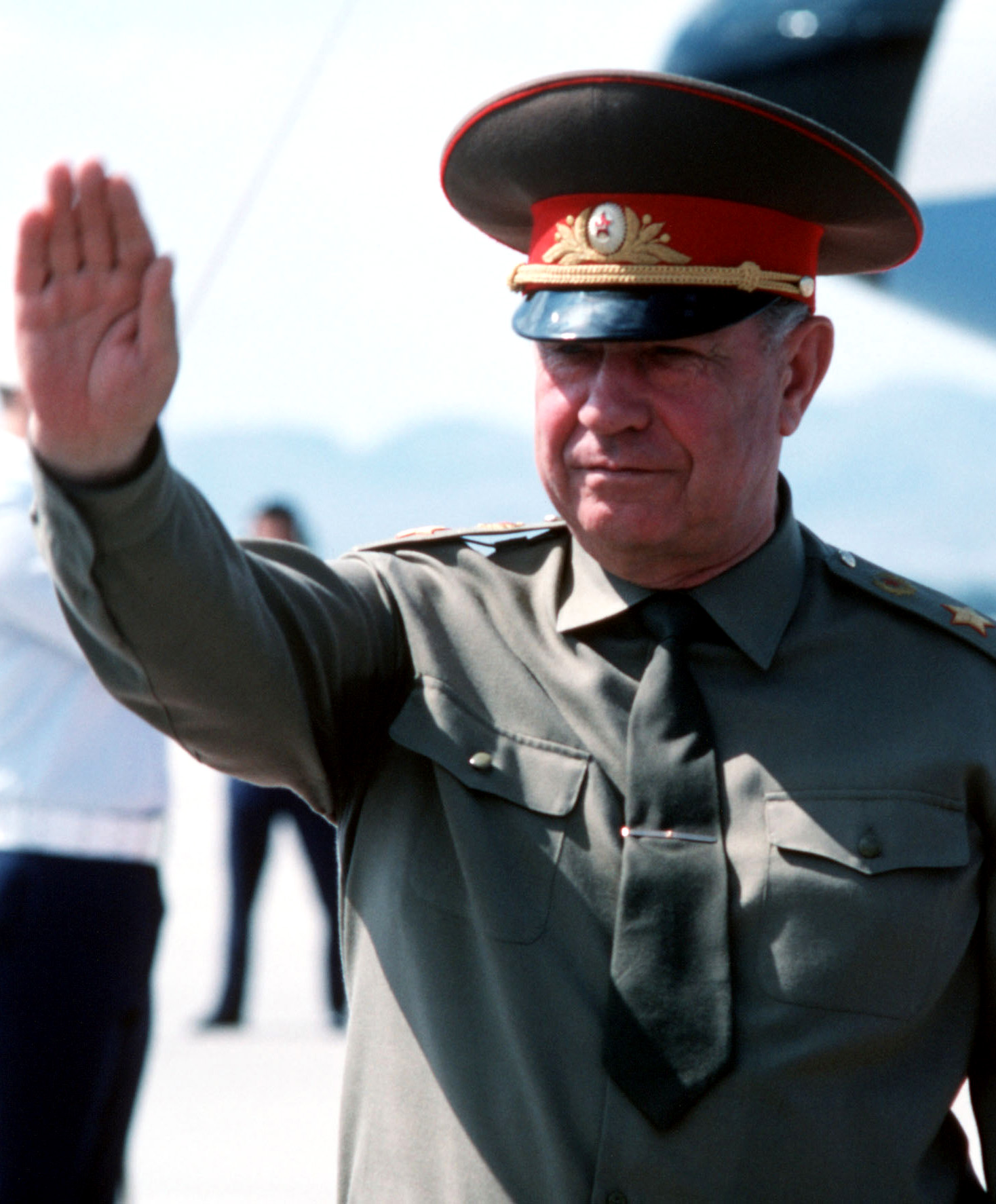
担任苏联国防部长的亚佐夫访问美国，摄于1989年

1942年8月起，亚佐夫在沃尔霍夫和列宁格勒的前线先后在177步兵师所属483步兵团内担任排长和连长。亚佐夫参与了列宁格勒保卫战、反攻波罗的海以及库尔兰战役。1944年，亚佐夫加入苏联共产党。

### 战后生涯
1962年，古巴导弹危机爆发，亚佐夫负责指挥古巴东方省的苏军地面部队。如果美苏开战，亚佐夫部将奉命使用KS-1核导弹攻击美国关塔那摩湾海军基地。
1971年到1973年之间，亚佐夫负责指挥位于克里米亚半岛敖德萨军区的第三十二军。1979年到1980年之间，亚佐夫任驻扎于捷克斯洛伐克的苏军中央集群的指挥官。1986年，亚佐夫调任远东军区。在此期间，亚佐夫给时任苏共中央总书记戈尔巴乔夫留下了很好的印象，这也侧面帮助了他日后的晋升。
1987年5月28日，德国飞行员马蒂亚斯·鲁斯特驾驶民用飞机避开苏联防空网从汉堡起飞降落在莫斯科红场。事件发生后，举世哗然，时任苏联国防部长也因此受到牵连而下台。5月30日，亚佐夫接班谢尔盖·列昂尼多维奇·索科洛夫任苏联国防部长。1987年6月到1990年7月之间，亚佐夫任苏联政治局候补委员。
亚佐夫与黑色一月大屠杀有着密切的关系，1991年初，亚佐夫下令向立陶宛和拉脱维亚部署苏联特别用途机动单位。1991年，亚佐夫作为国家紧急状态委员会的一员，参与了八一九政变，并在政变中担任了国防部长。 政变失败后，俄罗斯联邦总检察长办公室对其提起了刑事诉讼。罪名为《俄罗斯联邦刑法典》第64条中的“为夺取政权而背叛祖国”。
自1991年8月25日以来，他一直被关押在莫斯科刑事拘留中心。
1993年1月25日，他被转移到内政部医院，并被释放。1994年2月7日，鲍里斯·叶利钦总统命令其退役。同年2月23日，他被俄罗斯第一届国家杜马特赦。1994年5月6日，根据议会“宣布政治和经济大赦”的决定，对国家紧急状态委员会成员的刑事诉讼被中止。
被捕后，亚佐夫有一年半没有领取养老金（直到1993年才再次发放），他的家人因在联邦储蓄银行的存款被逮捕。他的儿子被俄罗斯联邦武装部队总参谋部学院开除。
1998年起任国防部国际军事合作总局首席军事顾问，他还担任俄罗斯联邦武装部队总参谋部学院院长的首席顾问。
在2008年重建国防部监察长办公室后，亚佐夫担任首席分析师（监察长）。他还领导了全国预备役军官协会军官兄弟会基金会（成立于2001年9月），“朱可夫元帅纪念委员会”。晚年，遭到立陶宛政府起诉，俄罗斯方面称这次起诉不合法。

## 外部連結
- Cold War Files